# سیارک ۶۳۳۴
سیارک ۶۳۳۴ (به انگلیسی: 6334 Robleonard، نامگذاری:1992MM) شش هزار و سیصد و سی و چهارمین سیارک کشف شده‌است که در ۲۷ ژوئن ۱۹۹۲ کشف شد.
قدر مطلق سیارک برابر ۱۳٫۱۰ است.